# Dodge Spirit
Der Dodge Spirit war eine vom US-amerikanischen Automobilhersteller Dodge von 1988 bis 1995 angebotene Limousine der Mittelklasse mit Frontantrieb. 

## Übersicht
Der Spirit erschien im Sommer 1988 als Nachfolger des Dodge 600. Seine Schwestermodelle im Konzern waren der gleichzeitig herausgekommene Plymouth Acclaim und die 1989 erschienene Chrysler LeBaron Limousine. 
Angetrieben wurde der Spirit von Chryslers 2,5 l-Reihenvierzylinder oder einem Dreiliter-V6, letzterer serienmäßig mit einer Viergangautomatik gekoppelt. Von 1989 bis 1992 gab es zudem eine Turboversion des 2,5-Liters, 1991/92 im Spirit R/T (zu dem es weder bei Plymouth noch bei Chrysler ein Pendant gab) eine Hochleistungsausführung des 2,2-l-Turbo-Reihenvierzylinders mit 227 PS. 
Der Spirit erfuhr während seine Laufzeit nur geringfügige Änderungen. Am auffälligsten war die Verwendung eines neuen Kühlergrills ab Herbst 1992. 
1995 wurde die Produktion eingestellt. Insgesamt wurden vom Dodge Spirit 471.000 Exemplare gefertigt. 

### Versionen
Folgende Modellversionen wurden während der Bauzeit des Spirit angeboten:
- Spirit (1988–1995)
- Spirit ES (1988–1993)
- Spirit LE (1989–1992)
- Spirit R/T (1991–1992)

### Spirit R/T
1991 stellte Dodge den Spirit R/T vor, der mit einer turboaufgeladenen Version des 2,2-Liter-Motors und einem 16-Ventil-DOHC-Kopf ausgestattet war, der von Lotus entwickelt worden war. Der Turbomotor mit Ladeluftkühlung leistete 227 PS (167 kW) und gab ein maximales Drehmoment von 294 Nm über ein 5-Gang-Schaltgetriebe auf die Vorderräder ab. Der R/T verfügte außerdem über besondere Ausstattung sowie ein Bodykit. Farblich abgesetzte 15-Zoll-Leichtmetallfelgen gehörten zur Serienausstattung.
Damals wurde der R/T als „die schnellste in Amerika hergestellte Limousine“ und als eine der schnellsten Sportlimousinen unter 40.000 Dollar beworben, wobei Chrysler seine Leistung über die des BMW M5 stellte. Laut dem Automagazin Car and Driver erreichte er die 60 mph (97 km/h) in 5,8 Sekunden und war damit eines der schnellsten Autos mit Frontantrieb, das jemals auf dem amerikanischen Markt angeboten wurde. Er wurde von der Zeitschrift Motor Trend zum „Domestic Sport Sedan of the Year“ gewählt und schlug damit den Ford Taurus SHO in den Jahren 1991 und 1992.

### Bildergalerie

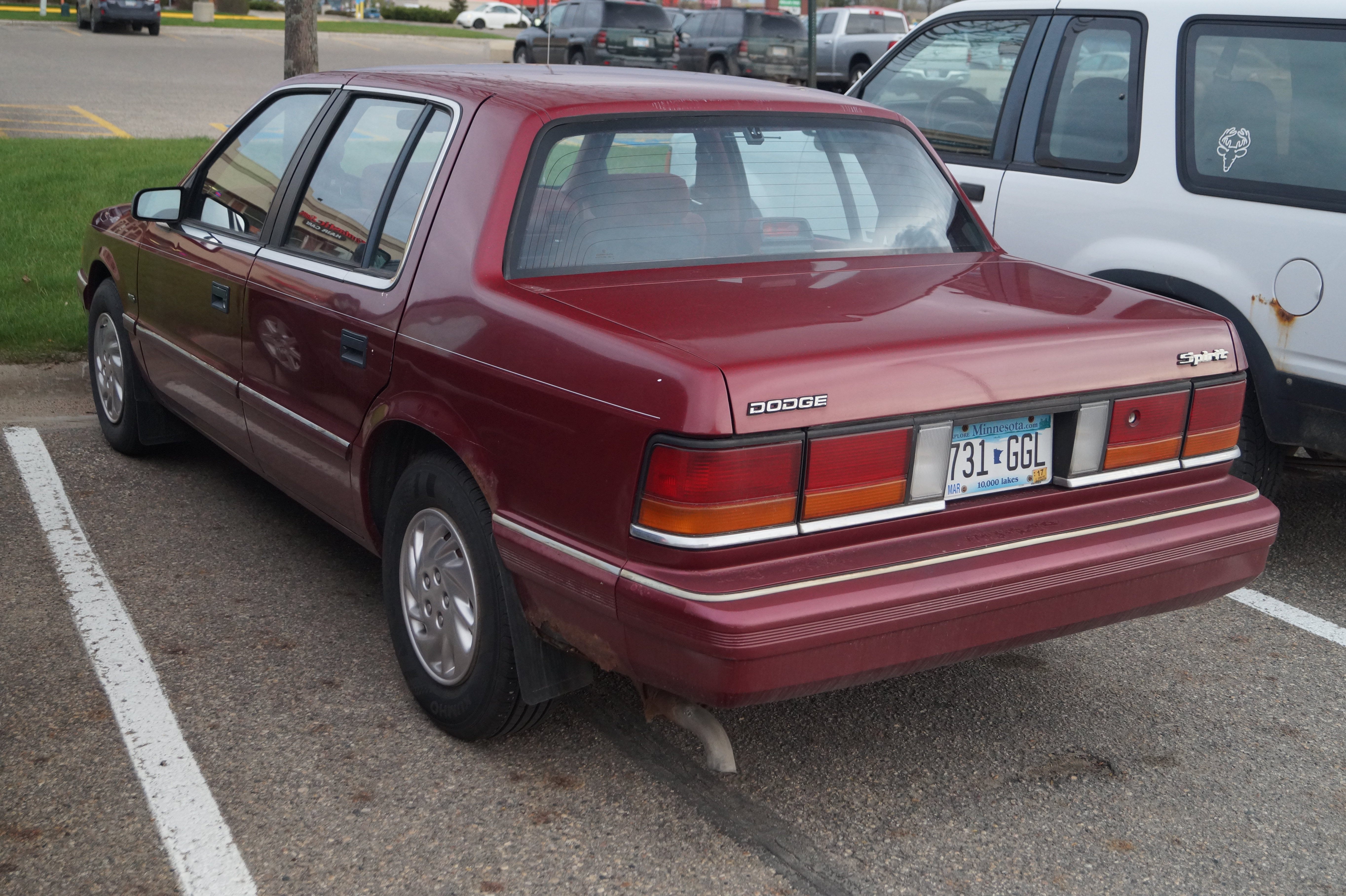
Heckansicht
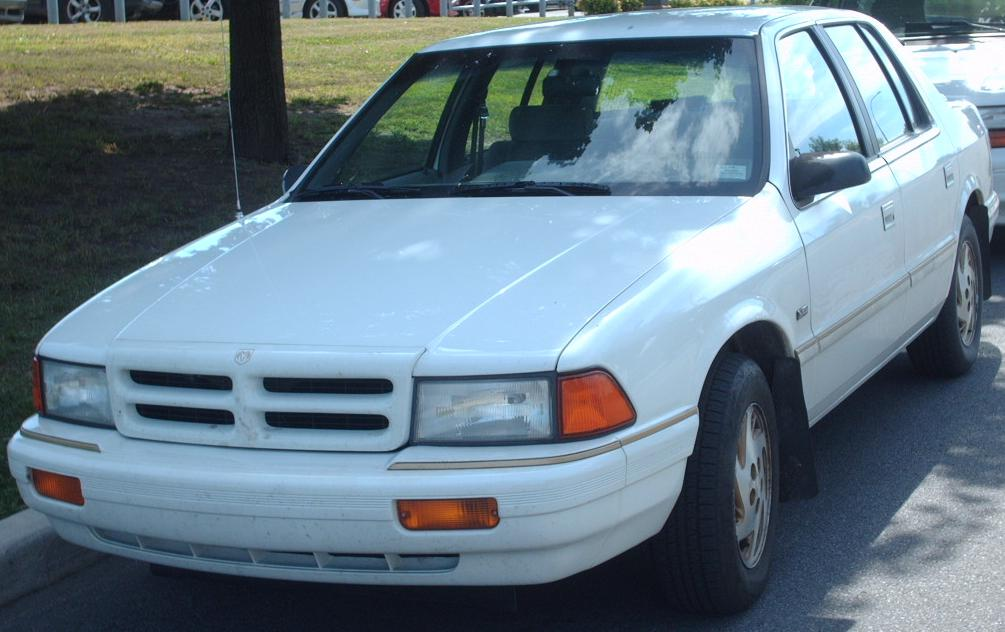
Dodge Spirit (1992–1995)
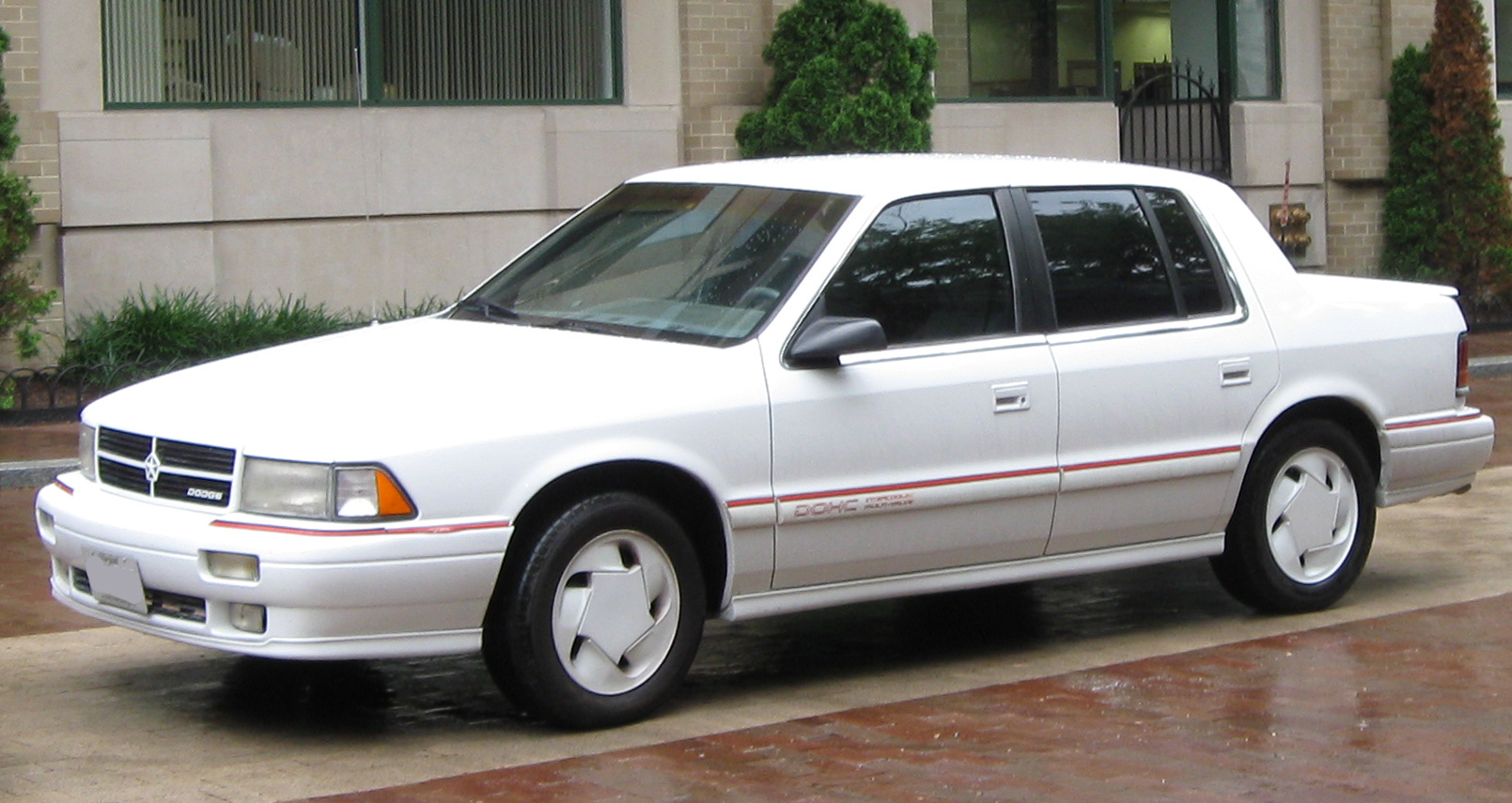
Dodge Spirit R/T
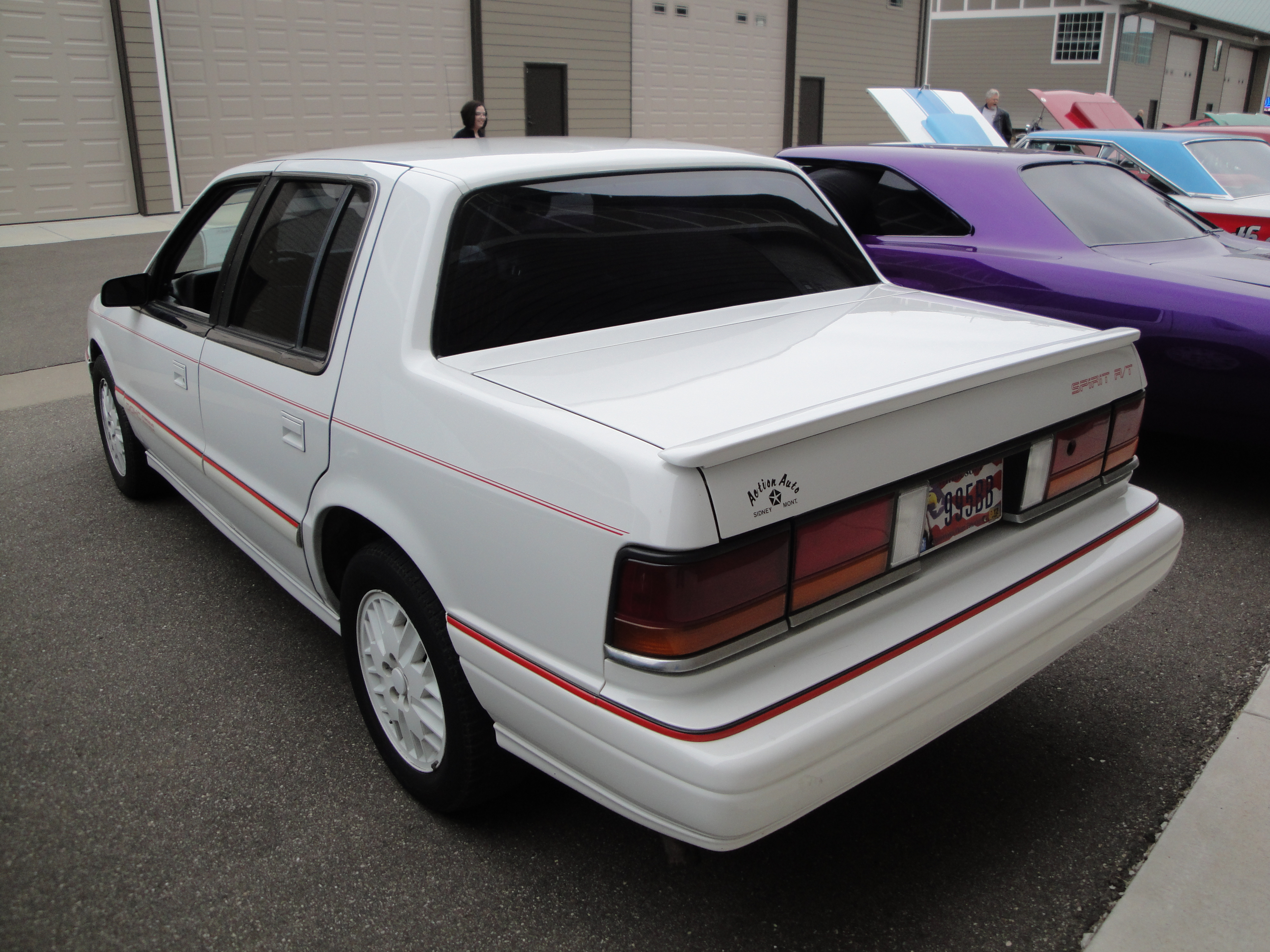
Heckansicht
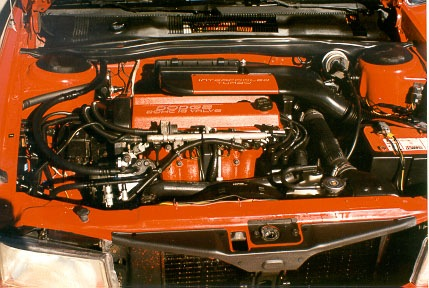
Motorraumansicht